# The Beloved
The Beloved je britská skupina hrající elektronickou hudbu.
Jejím zakládajícím členem je John Marsh, který nechal v roce 1983 otisknout v hudebních novinách inzerát, na jehož základě se o tři roky později setkal s absolventem Cambridgeské univerzity Stevem Wadingtonem. Ti dva vytvořili jádro skupiny, ke kterému se ještě přidali Tim Havard a Guy Gousden. Skupina měla původně ostrý kytarový zvuk, ten však v roce 1988 vyměnila za směs psychedelické klubové hudby a tanečního popu s nádechem house. Jejich singl The Sun Rising si v klubech získal velkou oblibu. Po něm následovalo v roce 1990 album Happiness, ze kterého pochází úspěšný singl Hello.
O pár let později Waddington skupinu opouští a je nahrazen Marshovou manželkou Helenou. Vychází další album Conscience, na němž se nachází i úspěšný hit Sweet Harmony, ke kterému byl natočen kontroverzní videoklip, v němž vystupuje Marsh spolu se skupinou žen zcela nahý. Klip byl ovšem natočen a upraven tak, že neukázal nic, co by muselo podléhat cenzuře. Jednou z nahých modelek v tomto videoklipu byla i britská televizní moderátorka Tess Dalyová. Tou dobou již skupina přestala používat určitý člen ve svém jméně a ustálil se pro ni název Beloved. Skladbu Sweet Harmony začal ve svých reklamách používat řetězec obchodů se zahradnickým zbožím a potřebami pro kutily Homebase.
Ačkoliv ze singlů Beloved vznikají stále nové remixy a skupina nebyla nikdy formálně rozpuštěna, John se posledních přibližně deset let soustředí hlavně na svoji úspěšnou kariéru klubového DJ a na svůj rodinný život.

## Diskografie

### Alba
- Where It Is (Flim Flam, HARPCD2, 1989)
- Happiness (Atlantic, 1990)
- Blissed Out (East West, 1990)
- Conscience (East West, 1993)
- X (East West, 1996)
- Single File (East West 1997)
- The Sun Rising (WEA, 2005)

### Singly
- "A Hundred Words" (duben 1986)
- "This Means War" (září 1986)
- "Happy Now" (březen 1987)
- "Surprise Me" / "Forever Dancing" (13. června 1987)
- "Loving Feeling" / "Acid Love" (říjen 1988)
- "Your Love Takes Me Higher" (leden 1989)
- "The Sun Rising" (září 1989)
- "Hello" (5. ledna 1990)
- "Your Love Takes Me Higher" (obnovené vydání) (1990)
- "The Sun Rising" (obnovené vydání) (1990)
- "Time After Time" (1990)
- "It's Alright Now" (1990)
- "Sweet Harmony" (18. ledna 1993)
- "Celebrate Your Life" / "You've Got Me Thinking" (2. března 1993)
- "Outer Space Girl" (červenec 1993)
- "Rock to the Rhythm of Love" (1993)
- "Satellite" (16. března 1996)
- "Deliver Me" (30. června 1996)
- "Ease the Pressure" (29. července 1996)
- "The Sun Rising (remix)„ (srpen 1997)
- “With You" (2000)
- "Timeslip" (2000)